# Таймылыр
Таймылыр (якут. Таймылыыр) —  село в Булунском улусе Якутии России.
Административный центр сельского поселения Тюметинский эвенкийский национальный наслег.  Население 769 чел. (2021) .

## География
Село расположено за Северным полярным кругом, на левом берегу реки Оленёк, в 285 км к северо-западу от посёлка Тикси, административного центра Булунского улуса. Ближайший населённый пункт, Усть-Оленёк, находится приблизительно в 80 км.

## Население
| 2002 | 2010 | 2021 |
| ---- | ---- | ---- |
| 900  | ↘757 | ↗769 |

## История
Село основано в 1930 году. Впоследствии численность населения села росла в связи с ликвидацией мелких поселений и сёл. В 1970 году было окончательно закончено строительство села Таймылыр и туда переехало население из Тюмяти.
Согласно Закону Республики Саха (Якутия) от 30 ноября 2004 года N 173-З N 353-III село возглавило образованное муниципальное образование Тюметинский Эвенкийский Национальный наслег.

## Экономика и культура
Основу экономики составляют оленеводство, рыболовство и охотничий промысел. Через административную территорию Таймылыра проходит летне-осенняя миграция дикого северного оленя Лено-Оленёкской популяции.
В селе действует средняя школа (введена в 1972 году), детский сад (введён в 1997 году), дом культуры (введён в 1974 году), участковая больница (введена в 1979 году). Все дома электрифицированы. Таймылырский отдел почтовой связи (почта доставляется АК ОАО «Полярные авиалинии» и в зимний период попутным автотранспортом).